# Иасон (апостол от 70)
Иасо́н (др.-греч. Ἰάσων) — один из 70 апостолов. Он происходил из Тарса (Малая Азия). Был учеником апостола Павла.
Вместе с апостолом Сосипатром прибыл в 63 году на остров Керкиру, где положил начало христианству и был первым епископом. По преданию, апостолами Иасоном и Сосипатром совершались чудеса, в том числе воскрешение мёртвого. Мощи его в местном храме. Память в Православной церкви 28 апреля (11 мая) и 4 (17) января (Собор апостолов от семидесяти).
Храм в память апостолов Иасона и Сосипатра находится на Керкире (Греция). В нём же хранятся и мощи этих святых.